# رافائل اونیدیکا
رافائل اونیدیکا (انگلیسی: Raphael Onyedika؛ زادهٔ ۱۹ آوریل ۲۰۰۱) بازیکن فوتبال اهل نیجریه است.
وی همچنین در تیم ملی فوتبال نیجریه بازی کرده است.